# Liferea
Liferea é a abreviatura de Linux Feed Reader, um programa agregador para leitura de notícias online. Ele suporta os principais tipos de arquivo criados para esse fim: RSS/RDF e Atom. Também pode importar e exportar no formato OPML. Liferea é desenvolvido para ser rápido, fácil de usar e de simples instalação. É feito em GTK/Gnome.
Liferea também suporta podcast.